# Gitte Madsen
Gitte Madsen (Herning, 24 maart 1969) is een voormalig handbalster uit Denemarken, die met de nationale vrouwenploeg de olympische titel (1996) won. Ook maakte ze deel uit van de Deense nationale selecties, die de wereldtitel (1997) en de Europese titel (1994 en 1996) behaalde. 